# Sulamith Messerer
Sulamith Messerer, född 27 augusti 1908 i Moskva, Ryssland, död 3 juni 2004 i London, England, var en rysk ballerina och koreograf.
Messerer studerade vid Bolsjojbaletten mellan 1920 och 1926, då hon utsågs till prima ballerina. Mellan 1950 och 1980 var hon verksam som lärare vid Bolsjojbaletten. 1980 flyttade hon till London och anlitades som lärare vid Royal Ballet.